# Daïra de Ramdane Djamel
La daïra de Ramdane Djamel est une circonscription administrative algérienne située dans la wilaya de Skikda. Son chef-lieu est situé sur la commune éponyme de Ramdane Djamel.

## Communes
La daïra est composée de deux communes: 
- Ramdane Djamel
- Beni Bechir